# Friedrich Fleischmann
Johann Friedrich Anton Fleischmann (ur. 19 lipca 1766 w Marktheidenfeld, zm. 30 listopada 1798 w Meiningen) – niemiecki kompozytor klasycyzmu.

## Życiorys
Od dzieciństwa wykazywał talent muzyczny. Grał na fortepianie. Studiował muzykę w Mannheim. Uczył się u Holzbauera i Voglera, pod wpływem którego tworzył własną muzykę. Jego dzieła były początkowo przypisywane Mozartowi.
W 1789 został sekretarzem gabinetu księcia Jerzego I księcia Sachsen-Meiningen. Na życzenie księcia zmienił nie tylko imię na Johann Anton Friedrich, ale i wiarę. W 1792 ożenił się z Luizą von Schultes.